# 1896 год в науке
В 1896 году произошли различные научные и технологические события, некоторые из которых представлены ниже.

## События
- 1 марта — Французский физик А. А. Беккерель при исследовании солей урана открыл явление радиоактивности[1].
- 30 июля — В России обнаружен скелет степного мамонта, жившего около 300 тысяч лет назад.
- 30 ноября учреждена Бруклинская публичная библиотека.
- Американскими фармацевтами Эд Лилли и Парк Дэвис специально для медицинского использования выведен сорт конопли Cannabis 'Americana'.

## Достижения человечества

### Изобретения
- Кинопроектор витаскоп: Томас Армат, Френсис Дженкинс.

## Родились
- 3 января — Джей Лоуренс Лаш (ум. в 1982), американский генетик-зоотехник.
- 2 февраля — Казимеж Куратовски (ум. в 1980), польский математик.
- 4 февраля — Фридрих Хунд (ум. в 1997), немецкий физик.
- 15 апреля — Николай Николаевич Семёнов (ум. 1986), российский химик и физик, Нобелевский лауреат 1956 года по химии.
- 7 июня — Роберт Малликен, американский химик, профессор, лауреат Нобелевской премии по химии (1966) (ум. в 1986).
- 10 июля — Борис Павлович Городецкий, советский историк литературы, пушкинист, в 1940-е годы — заместитель директора Пушкинского дома (ум. 1974).
- 15 августа — Лев Сергеевич Термен, советский изобретатель, создатель первого электро-музыкального инструмента (терменвокс) (ум. в 1993).
- 17 ноября — Лев Семёнович Выготский, советский психолог (ум. в 1934).

## Скончались
- 23 сентября — Ивар Осен, норвежский лингвист и поэт (род. в 1813).
- 7 октября — Джон Лэнгдон Даун, британский учёный (род. в 1828).